# Сланска планина
Сланска планина или Прешовска планина (на словашки: Slanské vrchy) е ниска планина в източната част на Словакия, крайно югоизточно разклонение на Западните Карпати. Простира се от север на юг на протежение около 45 km, между долините на реките Ториса на запад и Топля на изток (двете от басейна на Тиса). Максимална височина връх Шимонка (1092 m), издигащ се в северната ѝ част. На юг чрез ниска (330 m н.в.) седловина се свързва с още по-ниската, гранична с Унгария планина Земплен. Изградена е основно от андезити. Характерна особеност за планината са рязко очертаните върхове и стръмните склонове, спускащи се към долините на реките Ториса и Топля чрез ясно изразени тектонски отстъпи. Най-голямата река водеща началото си от нея е Олшава (ляв приток на Торица). Почти повсеместно планината е покрита с дъбови и букови гори с примеси от габър, ясен и по-рядко ела и смърч. В северозападното ѝ подножие е разположен град Прешов